# Sinnataggen

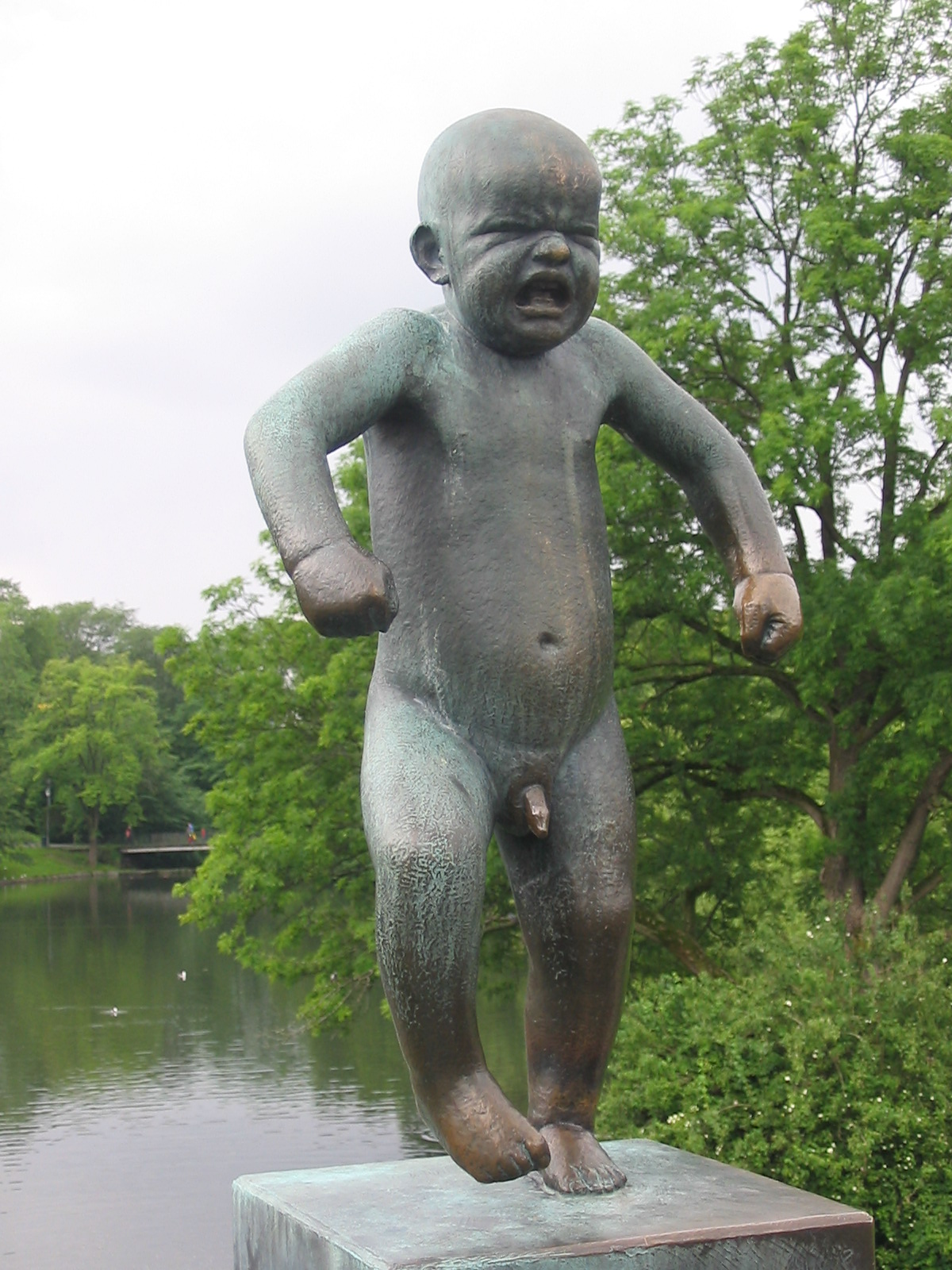
Het bronzen beeld De kleine driftkop. De kleur van de linkerhand en geslachtsdelen wijkt sterk af van de kleur van de rest van het beeld, doordat het beeld daar door toeristen het meest wordt aangeraakt.

Sinnataggen (Noors voor 'de kleine driftkop') is een bronzen beeld van een driftig jongetje, gemaakt door de Noorse beeldhouwer Gustav Vigeland. Het beeld, dat tot in de jaren 40 bekend stond als 'schreeuwende jongen' (skrikende gutt), is te vinden in het Vigelandpark, de beeldentuin van het Frognerpark in Oslo. Het is een van de beroemdste sculpturen van Vigeland.

## Beschrijving en locatie
Het beeld van het opstandige ventje, dat 83 centimeter hoog is en 45 kilogram weegt, toont een kleine, naakte jongen met een kaal hoofd. Zoals de naam al doet vermoeden, is de jongen boos. Zijn gezicht is vertrokken van woede, zijn handen zijn gebald tot vuisten en hij stampt boos met zijn rechtervoet.
Het beeld is een van de 58 individuele figuren en groepen figuren die op de reling van de brug over Frognerdammene, een vijver in het Frognerpark in Oslo, staan. Ze tonen naakte mensen van verschillende leeftijden, met als overheersend motief de relatie tussen man en vrouw en tussen ouders en kinderen. Het beeld bevindt zich op een kleine uitstulping aan de linkerkant van de brug als je van de hoofdingang van het park komt.
De sculpturen op de brug in het Frognerpark zijn tussen 1926 en 1933 gemaakt, maar de eerste sculpturen werden pas in 1939 in het park geplaatst. De kleine driftkop dateert uit 1928. Vigeland had eerder verschillende miniaturen van het jongetje gemaakt.
Op oudejaarsavond 1992 werd het beeld door onbekenden ontvreemd. Ze hadden hem tot boven de linkerenkel afgezaagd om hem te kunnen meenemen. De diefstal leidde tot talrijke persberichten en verontwaardiging onder de bevolking. Op 12 januari 1993 werd het beeld teruggevonden en direct teruggebracht naar het Frognerpark en weer aangesloten op de linkervoet. De daders konden niet worden achterhaald. Sinds die tijd is het beeld vaker bestookt, met verf of gereedschap. Ook werd het  meermaals ingezet bij protesten, onder meer tegen de Wereldbank en voor een jongerencentrum. In april 2021 was er een poging om het beeld bij de enkel af te zagen. Daarna moest het beeld worden gedemonteerd voor reparatie.
De kleine driftkop is geliefd bij zowel inwoners van Oslo als toeristen en wordt gerekend tot de symbolen van de stad. Zijn populariteit, samen met een legende dat het aanraken van het beeld geluk brengt, zorgt ervoor dat vooral toeristen het vaak aanraken, met name de linkerhand en genitaliën. Hierdoor zit er op die plekken geen patina zoals op de rest van het beeld, en heeft het daar een metaalachtige glans. Het personeel van het Vigeland Museum heeft verschillende maatregelen genomen om mogelijke schade aan het beeld door deze aanrakingen te voorkomen. 
Aangezien Gustav Vigeland overleed in 1943, bevinden zijn werken zich inmiddels in het publieke domein en kunnen daarom ook voor commerciële doeleinden worden gereproduceerd. De poging van de stad Oslo om de rechten op de sculpturen veilig te stellen en daarmee reproductie te voorkomen mislukte in 2017 voor het Hof van de Europese Vrijhandelsassociatie.
Vigeland maakte meerdere miniatuuruitvoeringen van de kleine driftkop, die tegen forse bedragen werden geveild. In 2017 bood een anonieme koper 1,6 miljoen Noorse kronen (ongeveer 163.000 euro) voor een figuur uit 1911, die, in tegenstelling tot de versie in Frognerpark, haar heeft en grover is vormgegeven. Vijftien jaar eerder was er een soortgelijk beeld voor 1,1 miljoen kronen geveild. De miniatuur uit 1911 werd in 2019 gebruikt als afbeelding op een postzegel van de Noorse postdienst, ter ere van de 150ste verjaardag van Vigeland. Het beeldhouwwerk in het Frognerpark stond in 2000 al eens op een Noorse postzegel.